# Groupe Rose-Baley

Photographie d'émigrants vers 1866.

Le groupe Rose-Baley est le premier groupe de chariots bâchés d'émigrants européen à traverser la route près du 35e parallèle nord connue comme la route de Beale (en) établie par Edward Fitzgerald Beale, c'est-à-dire de Zuni Pueblo dans l'actuelle Nouveau-Mexique au fleuve Colorado, près de l'actuelle Needles en Californie du sud.

## Histoire
En 1858, un riche homme d'affaires de Keosauqua dans l'actuel Iowa, Leonard John Rose (en), organise le groupe après avoir entendu des histoires prometteuses de mineurs d'or de retour de Californie. Il finance le groupe qui comprend quatre chariots bâchés tractés par  trois paires de bœufs, vingt chevaux et deux cents têtes de bétail. Le groupe quitte l'Iowa au début du mois d'avril et à la mi-mai, ils sont rejoints par un autre groupe, celui de Baley, dirigé par Gillum Baley, un vétéran de la guerre de Black Hawk. Leurs deux groupes combinés en un seul compte vingt chariots bâchés, quarante hommes, cinquante à soixante femmes et enfants et près de cinq cents têtes de bétail. John Udell, un pasteur baptiste tient un journal quotidien du voyage, enregistrant les lieux de leurs arrêts, documentant leur avancée et notant l'importance des ressources locales.
Le 30 août 1858, après avoir parcouru plus de 1 900 kilomètres en quatre mois et alors qu'il s'apprête à traverser le fleuve Colorado, le groupe Rose-Baley est attaqué par trois cents guerriers Mojaves. Huit membres du groupe sont tués, dont cinq enfants, et douze sont blessés. Les émigrants résistent à leurs attaquants, tuant dix-sept Nord-Amérindiens, mais décide de repousser sur plus de plus de 800 kilomètres jusqu'à Albuquerque au lieu de continuer leur route vers le sud de la Californie.